# 陸前矢作站
陸前矢作車站（日语：／ Rikuzen-yahagi eki */?），位於日本岩手縣陸前高田市矢作町字打越，為東日本旅客鐵道（JR東日本）大船渡線BRT的車站，昔日為大船渡線的鐵路車站。
39°1′20.88″N 141°34′44.58″E / 39.0224667°N 141.5790500°E

## 車站構造
在鐵路車站時代，為對向式月台2面2線的地面車站。各月台以站內平交道連絡。氣仙沼站管理的無人站。
2011年3月11日東日本大地震，路線與站房被地震引發的海嘯沖毀，改建為BRT後於2013年3月2日起恢復交通。

### 月台配置
| 月台 | 路線      | 方向 | 目的地             |
| ---- | --------- | ---- | ------------------ |
| 1    | ■大船渡線 | 下行 | 陸前高田、盛方向   |
| 2    | ■大船渡線 | 上行 | 氣仙沼、一之關方向 |

## 利用狀況
本站為無人車站，由氣仙沼車站管理。

## 車站週邊
本站位置係田園地帶。
- 縣道34號氣仙沼陸前高田線
- 縣道246號世田米矢作線
- 國道343號
- 下矢作簡易郵局
- 矢作川

## 歷史
- 1933年12月15日：設站[1]。
- 1986年11月1日：改為無人車站
- 1987年4月1日：日本國鐵分割民營化後成為JR東日本的車站。
- 2011年3月11日：被東北地方太平洋近海地震所引發的海嘯沖毀。
- 2013年3月2日：變為BRT車站，不再以鐵路行走。
- 2020年4月1日：國土交通省核准大船渡線BRT區間的鐵路事業廢止申請，本站的鐵路車站在法律上正式廢止，而純為BRT巴士站[2][3]

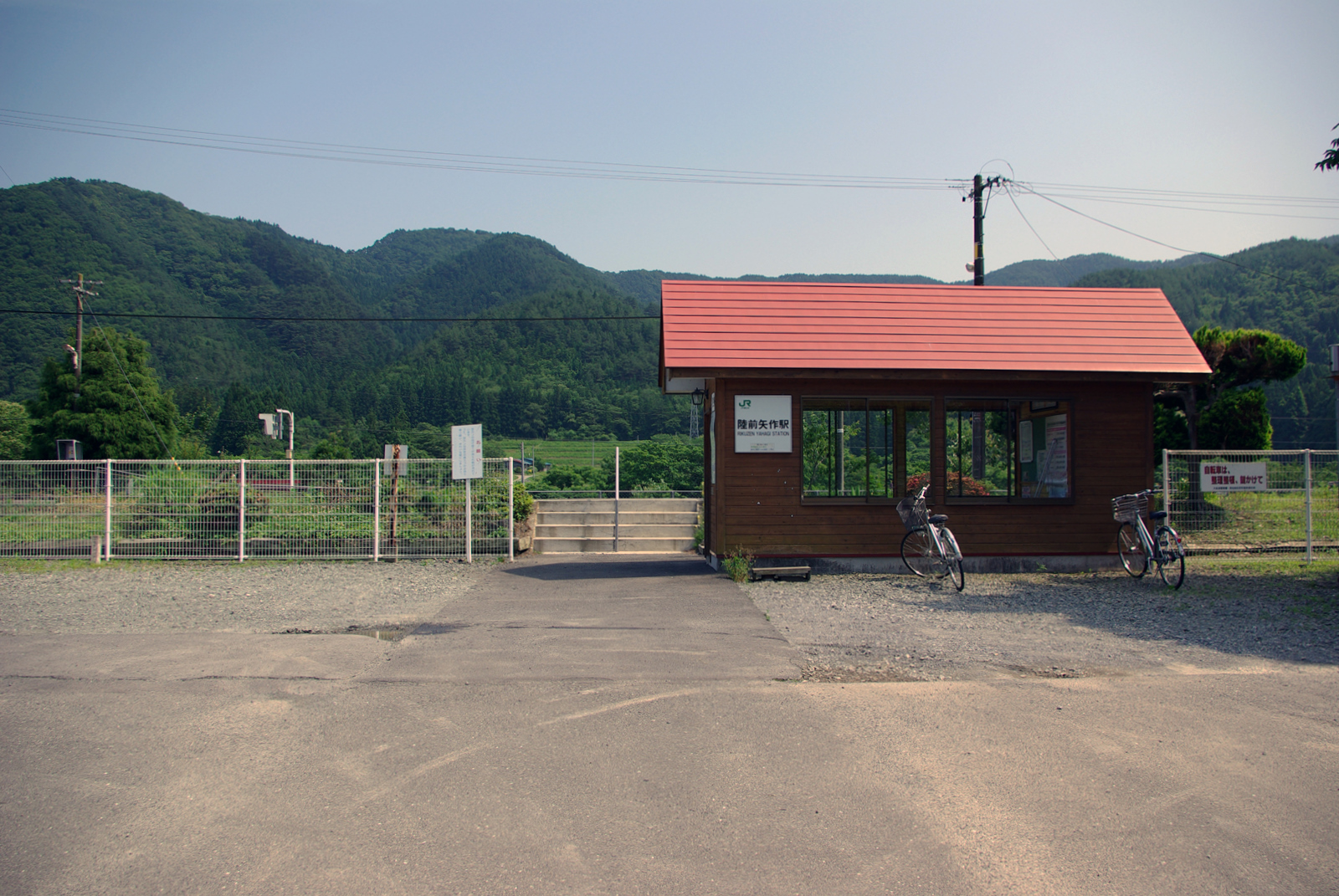
震災前的鐵路站房

## 相鄰車站
東日本旅客鐵道
■大船渡線（BRT路段）
陸前矢作－竹駒
※BRT路段與鐵路時期途經路線不同（鹿折唐桑－陸前高田），往陸前矢作方向被視為支線。
■大船渡線（鐵路時期）
上鹿折－陸前矢作－竹駒

## 外部連結
- （日語）陸前矢作車站 （JR東日本） （页面存档备份，存于）